# Gouvernement Vjatka
Het gouvernement Vjatka (Russisch: Вятская губерния, Vjatskaja goebernija) was een gouvernement (goebernija) van het keizerrijk Rusland. Het gouvernement bestond van 1796 tot 1929. Het gouvernement ontstond uit het gouvernement Kazan en het gebied van het gouvernement ging op in de oblast Nizjni Novgorod. In 1934 werd Vjatka hernoemd tot Kirov en werd de oblast Vjatka hernoemd tot de zelfstandige kraj Kirov, die in december 1936 werd hernoemd tot de huidige oblast Kirov. Het gouvernement grensde aan de gouvernementen Vologda, Perm, Nizjni Novgorod, Kazan en Kostroma. De hoofdstad was Vjatka.